# Astoria (Oregon)
Astoria is een plaats (city) in de Amerikaanse staat Oregon, en valt bestuurlijk gezien onder Clatsop County.

## Geschiedenis
In 1792 werd de monding van de Columbiarivier door Robert Gray ontdekt. In 1805 werd Astoria het eindpunt van de Lewis en Clark expeditie. De teamleden van de expeditie hebben in de nabije omgeving in Fort Clatsop overwinterd. In 1811 arriveerde het schip Tonquin met aan boord een aantal bonthandelaren onder leiding van John Jacob Astor. Zij bouwden een klein fort en dit was de start van Astoria als vaste nederzetting. In 1846 werd het verdrag van Oregon getekend en meer mensen trokken vanuit het westen naar de plaats.

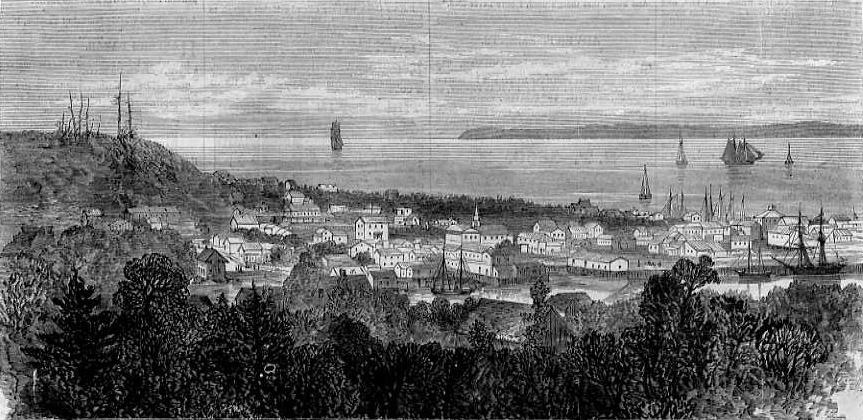
Astoria in 1868

Aan het einde van de 19e eeuw trok Astoria immigranten aan. Het waren onder andere vissers uit Finland en Chinezen. De zalmvisserij werd belangrijk uitgebreid en langs de oever van de Columbia werden diverse visverwerkende bedrijven opgericht. Op het hoogtepunt waren zo’n 2.000 chinezen actief in de visindustrie. Andere belangrijke economische activiteiten waren de bouw en reparatie van kleine schepen en de houtverwerking. De plaats werd tweemaal door een grote brand grotendeels in de as gelegd, dat gebeurde in 1883 en in 1922. In 1926 werd op Coxcomb hill de Astoria Column feestelijk geopend.
Op 9 mei 1888 begon de Astoria Street Railway Company met vijf wagons een tramservice. Het netwerk was vijf kilometer lang en lag vooral in de belangrijkste straat, Commercial Street. Vier jaar later werden de voertuigen van motoren voorzien en werden de trekpaarden overbodig. De grote brand van 1922 vernietigde een groot deel van de infrastructuur. De kosten van herstel waren te hoog en vanaf medio 1924 namen autobussen het passagiersvervoer over.
Na de Tweede Wereldoorlog nam de economische activiteiten af. Zeeschepen passeerden Astoria en voeren verder landinwaarts naar grotere havens aan de Columbia zoals Portland en Vancouver. In 1980 werd de laatste visfabriek gesloten en in 1989 sloot de Astoria Plywoord Mill zijn deuren. Sinds 1880 had Astoria een spoorverbinding, maar in 1996 werd de lijn door BNSF Railway opgeheven.
Vanaf 1921 was er tussen Astoria en Washington een vaste veerdienst over de Columbiarivier. In 1966 kwam de ruim zes kilometer lange Astoria-Megler Bridge in gebruik en werd de veerdienst gestaakt.
De plaats heeft nog een kleine haven, maar groot genoeg om cruiseschepen te kunnen ontvangen. In 1982 werd een investering van $ 10 miljoen in een cruiseterminal afgerond.

## Demografie
Astoria heeft een zeer stabiele bevolking. Sinds 1930 schommelt het aantal inwoners rond de 10.000. Bij de volkstelling in 2000 werd het aantal inwoners vastgesteld op 9813. In 2006 is het aantal inwoners door het United States Census Bureau geschat op 9917, een stijging van 104 (1,1%).

## Geografie
Volgens het United States Census Bureau beslaat de plaats een oppervlakte van
27,5 km², waarvan 15,9 km² land en 11,6 km² water. Astoria ligt op ongeveer 110 m boven zeeniveau.

## Klimaat
Astoria heeft een zeeklimaat (Köppen Cfb). Gedurende het jaar zijn de temperaturen gematigd door de nabijheid van de Grote Oceaan. Er valt wel veel neerslag, op jaarbasis zo’n 1700 millimeter en dat is ruim het dubbele van het Nederlandse gemiddelde. De meeste neerslag valt als regen, het sneeuwt in de winter bij uitzondering.
| Maand                                                      | jan | feb  | mrt  | apr  | mei  | jun  | jul  | aug  | sep  | okt  | nov  | dec | Jaar  |
| ---------------------------------------------------------- | --- | ---- | ---- | ---- | ---- | ---- | ---- | ---- | ---- | ---- | ---- | --- | ----- |
| Hoogste maximum (°C)                                       | 21  | 24   | 27   | 28   | 34   | 37   | 38   | 37   | 35   | 29   | 23   | 19  | 38    |
| Gemiddeld maximum (°C)                                     | 9,9 | 10,9 | 12,1 | 13,6 | 15,8 | 17,7 | 19,7 | 20,4 | 19,8 | 16,1 | 11,9 | 9,3 | 14,8  |
| Gemiddeld minimum (°C)                                     | 3,2 | 2,9  | 3,8  | 5,0  | 7,6  | 10,0 | 11,7 | 11,7 | 9,7  | 6,8  | 4,5  | 2,6 | 6,6   |
| Laagste minimum (°C)                                       | −12 | −13  | −6   | −4   | −2   | 0    | −3   | −1   | −1   | −3   | −9   | −14 | −14   |
|                                                            |     |      |      |      |      |      |      |      |      |      |      |     |       |
| Neerslag (mm)                                              | 259 | 183  | 189  | 132  | 84   | 65   | 26   | 29   | 54   | 152  | 283  | 251 | 1.708 |
| Bron: (en) National Oceanic and Atmospheric Administration |     |      |      |      |      |      |      |      |      |      |      |     |       |

## Loodswezen
In Astoria staan twee kantoren van het loodswezen. De brede monding van de Columbia is zeer gevaarlijk. Het water uit de rivier botst op het zeewater wat resulteert in verraderlijke stromingen en ondiepten. Voor schepen, bemanning en lading is dit een gevaarlijk punt. In 1851 werd kapitein George Flavel de eerste loods om schepen over de Columbia Bar te helpen. Grote schepen zijn nog steeds verplicht een loods aan boord te nemen. Ter hoogte van Astoria nemen de rivierloodsen het over en begeleiden de schepen naar hun uiteindelijke binnenlandse bestemming.

## Bezienswaardigheden
- Astoria Column: in 1926 werd deze gedenkzuil opgericht. Het staat boven op een heuvel in de stad en geeft een uitzicht over de plaats, de Columbia rivier en de omgeving.

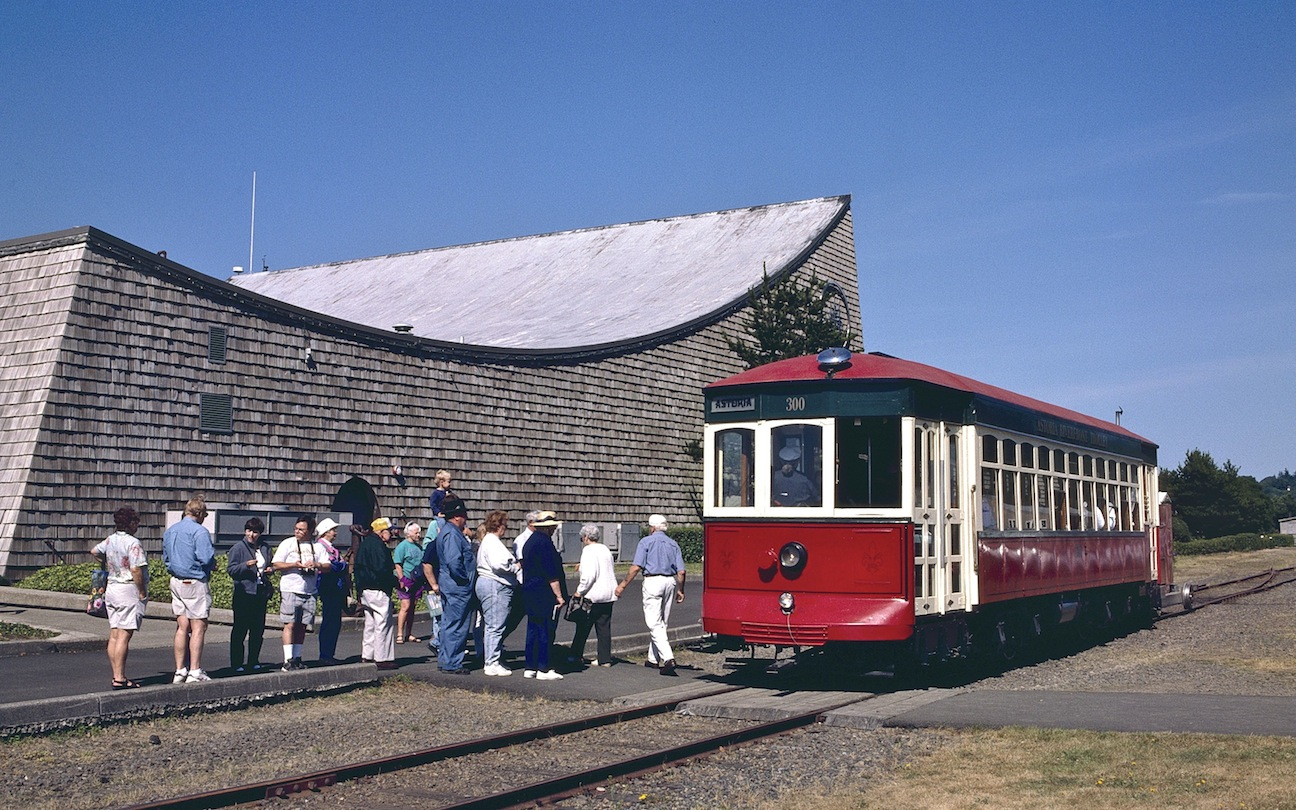
Tram voor het maritiem museum van Astoria

- Columbia River Maritime Museum: dit scheepvaartmuseum staat direct aan de oever van de Columbiarivier.[8] In oktober 2000 werd het nieuwe gebouw geopend en in 2012 bestond het museum 50 jaar. In zes zalen wordt aandacht geschonken aan de maritieme geschiedenis van de Pacific Northwest. Onderwerpen die aan de orde komen zijn de visserij, de visverwerking in Astoria, de scheepvaart op de Columbia en de kustwacht.
- Het Oregon Film Museum is gevestigd in de oude gevangenis van de plaats.[9] Het museum geeft vooral informatie over films die zijn gemaakt of gefilmd in de staat.
- Astoria Riverfront Trolley. Een toeristische tram rijdt over een 5 kilometer lang traject langs de Columbia rivier, van de voet van de Astoria-Megler brug naar 39th Street.[10] Astoria had voor 1922 een tram. Vanaf 1996 is Astoria niet meer per trein bereikbaar maar een deel van het spoor is blijven liggen. De tram is gebouwd in 1913 en is afkomstig uit San Antonio, Texas. Vanaf 1999 rijdt de tram in Astoria, maar alleen in de zomermaanden.
- Het George Flavel House museum werd gebouwd in 1885 in de Queen Ann stijl. Kapitein George Flavel (1823-1893) was een van de eerste loodsen die schepen over de ondiepten voor de monding van de Columbia loodste en had een vermogen verdiend met onroerend goed beleggingen. In 1936 werd het huis met sloop bedreigd en wederom in 1951. Het huis werd behouden en is nu een museum onder beheer van de Clatsop County Historical Society.[11]

## Plaatsen in de nabije omgeving
De onderstaande figuur toont nabijgelegen plaatsen in een straal van 24 km rond Astoria.

## Naslagwerk
- (en)  SMITH, Jeffrey H., Images of America: Astoria, 2001, uitgever: Arcadia Publishing, ISBN 978-0-7385-7527-8